# Dina anoculata
Dina anoculata är en ringmaskart som beskrevs av Moore 1898. Dina anoculata ingår i släktet Dina och familjen hundiglar. Inga underarter finns listade i Catalogue of Life.